# Davor Popović
Davorin Popović (* 23. September 1946 in Sarajevo; † 18. Juni 2001 ebenda) war ein bosnischer Sänger. Er war Mitglied der beliebten Band Indexi.

## Hintergrund
1995 vertrat Popović sein Land beim Eurovision Song Contest. Sein Lied Dvadeset i prvi vijek erreichte aber nur Platz 19 bei 23 Teilnehmern.
Nach ihm wurde auch ein bosnischer Musikpreis namens Davorin benannt, der heute regionalen Charakter hat.